# ГЕС Браунлі
ГЕС Браунлі — гідроелектростанція на межі штатів Орегон і Айдахо (Сполучені Штати Америки). Розташована між ГЕС Сван-Фоллс (25 МВт, вище за течією) і ГЕС Оксбоу. Входить до складу каскаду на річці Снейк, лівій притоці Колумбії (має гирло на узбережжі Тихого океану на межі штатів Вашингтон та Орегон).
У межах проекту річку перекрили кам'яно-накидною греблею із глиняним ядром висотою 120 метрів та довжиною 424 метри. Вона утримує витягнуте по долині Снейк на 92 км водосховище з площею поверхні 59 км2 та об'ємом 1,75 млрд м3.
Пригреблевий машинний зал обладнали п'ятьма турбінами типу Френсіс — наприкінці 1950-х запустили чотири потужністю по 90 МВт, а у 1980-му додали ще одну з показником 225 МВт. Наразі загальна потужність станції доведена до 654,1 МВт. Турбіни використовують напір у 83 метри, при цьому відпрацьована гідроагрегатами № 1—4 вода потрапляє до відвідного каналу завдовжки 0,25 км, тоді як від агрегату № 5 прямує окремий канал завдовжки 0,4 км.
Видача продукції відбувається по ЛЕП, яка працює під напругою 230 кВ.